# Gazexport
Gazprom Export (Gazexport, em russo: Газпром экспорт (Газэкспорт)) é a filial de exportação da empresa de energia russa Gazprom que exporta gás natural da Rússia para a Europa e para os países da  Comunidade dos Estados Independentes (CEI). O presidente da empresa (CEO) é Alexander Medvedev.
A empresa foi fundada em 9 de abril de 1997.